# Bóng bàn tại Đại hội Thể thao Đông Nam Á 2013 – Đơn nữ
Bóng bàn đơn nữ là một phần của nội dung thi đấu môn bóng bàn tại Đại hội Thể thao Đông Nam Á 2013, diễn ra vào hai ngày 20 và 21 tháng 12 tại Sân vận động trong nhà Wunna Theikdi, Naypyidaw, Myanmar.

## Lịch thi đấu
Giờ thi đấu được tính theo giờ Myanmar (UTC+06:30)
| Ngày                          | Giờ   | Nội dung  |
| ----------------------------- | ----- | --------- |
| Thứ sáu, 20 tháng 12 năm 2013 | 09:30 | Vòng loại |
| Thứ bảy, 21 tháng 12 năm 2013 | 09:00 | Bán kết   |
| Thứ bảy, 21 tháng 12 năm 2013 | 11:00 | Chung kết |

## Kết quả

### Vòng loại

#### Bảng W
| Vận động viên           | Số trận | Thắng | Thua | Séc thắng | Séc thua | Điểm thắng-thua | Tổng điểm |
| ----------------------- | ------- | ----- | ---- | --------- | -------- | --------------- | --------- |
| Isabelle Li Siyun (SIN) | 2       | 2     | 0    | 6         | 2        | 84-56           | 4         |
| Lariba Ian (PHI)        | 2       | 1     | 1    | 5         | 3        | 75-72           | 3         |
| Ying Ho (MAS)           | 2       | 0     | 2    | 0         | 6        | 35-66           | 2         |

| Vận động viên 1             | Tỷ số                           | Vận động viên 2             |
| 20 tháng 12 năm 2013, 10:30 | 20 tháng 12 năm 2013, 10:30     | 20 tháng 12 năm 2013, 10:30 |
| --------------------------- | ------------------------------- | --------------------------- |
| Isabelle Li Siyun (SIN)     | 3:0 (11-6,11-6,11-2)            | Ying Ho (MAS)               |
| 20 tháng 12 năm 2013, 14:30 |                                 |                             |
| Lariba Ian (PHI)            | 3:0 (11-5,11-8,11-8)            | Ying Ho (MAS)               |
| 20 tháng 12 năm 2013, 16:30 |                                 |                             |
| Isabelle Li Siyun (SIN)     | 3:2 (11-4,8-11,11-8,10-12,11-7) | Lariba Ian (PHI)            |

#### Bảng X
| Vận động viên                  | Số trận | Thắng | Thua | Séc thắng | Séc thua | Điểm thắng-thua | Tổng điểm |
| ------------------------------ | ------- | ----- | ---- | --------- | -------- | --------------- | --------- |
| Mai Hoàng Mỹ Trang (VIE)       | 3       | 3     | 0    | 9         | 0        | 99-53           | 6         |
| Widya Wulansari (INA)          | 3       | 2     | 1    | 6         | 4        | 91-79           | 5         |
| Southammavong Thiphakone (LAO) | 3       | 1     | 2    | 3         | 7        | 75-101          | 4         |
| Swe Swe Han (MYA)              | 3       | 0     | 3    | 2         | 9        | 84-116          | 3         |

| Vận động viên 1                | Tỷ số                       | Vận động viên 2                |
| 20 tháng 12 năm 2013, 09:30    | 20 tháng 12 năm 2013, 09:30 | 20 tháng 12 năm 2013, 09:30    |
| ------------------------------ | --------------------------- | ------------------------------ |
| Mai Hoàng Mỹ Trang (VIE)       | 3:0 (11-6,11-6,11-7)        | Swe Swe Han (MYA)              |
| 20 tháng 12 năm 2013, 10:30    |                             |                                |
| Southammavong Thiphakone (LAO) | 0:3 (9-11,1-11,6-11)        | Widya Wulansari (INA)          |
| 20 tháng 12 năm 2013, 11:30    |                             |                                |
| Mai Hoàng Mỹ Trang (VIE)       | 3:0 (11-2,11-7,11-7)        | Widya Wulansari (INA)          |
| 20 tháng 12 năm 2013, 14:30    |                             |                                |
| Southammavong Thiphakone (LAO) | 3:1 (11-6,11-8,7-11,12-10)  | Swe Swe Han (MYA)              |
| 20 tháng 12 năm 2013, 15:30    |                             |                                |
| Swe Swe Han (MYA)              | 1:3 (7-11,11-9,4-11,8-11)   | Widya Wulansari (INA)          |
| 20 tháng 12 năm 2013, 16:30    |                             |                                |
| Mai Hoàng Mỹ Trang (VIE)       | 3:0 (11-5,11-4,11-9)        | Southammavong Thiphakone (LAO) |

#### Bảng Y
| Vận động viên             | Số trận | Thắng | Thua | Séc thắng | Séc thua | Điểm thắng-thua | Tổng điểm |
| ------------------------- | ------- | ----- | ---- | --------- | -------- | --------------- | --------- |
| Yu Mengyu (SIN)           | 3       | 3     | 0    | 9         | 0        | 100-48          | 6         |
| Muangsuk Anisara (THA)    | 3       | 2     | 1    | 6         | 5        | 99-98           | 5         |
| Nguyễn Thị Nga (VIE)      | 3       | 1     | 2    | 5         | 6        | 101-107         | 4         |
| Stella Priska Palit (INA) | 3       | 0     | 3    | 0         | 9        | 52-99           | 3         |

| Vận động viên 1             | Tỷ số                           | Vận động viên 2             |
| 20 tháng 12 năm 2013, 09:30 | 20 tháng 12 năm 2013, 09:30     | 20 tháng 12 năm 2013, 09:30 |
| --------------------------- | ------------------------------- | --------------------------- |
| Yu Mengyu (SIN)             | 3:0 (11-2,11-5,11-3)            | Stella Priska Palit (INA)   |
| 20 tháng 12 năm 2013, 10:30 |                                 |                             |
| Muangsuk Anisara (THA)      | 3:2 (12-14,11-5,6-11,11-6,11-9) | Nguyễn Thị Nga (VIE)        |
| 20 tháng 12 năm 2013, 11:30 |                                 |                             |
| Yu Mengyu (SIN)             | 3:0 (11-5,11-8,12-10)           | Nguyễn Thị Nga (VIE)        |
| 20 tháng 12 năm 2013, 14:30 |                                 |                             |
| Muangsuk Anisara (THA)      | 3:0 (11-5,11-6,11-9)            | Stella Priska Palit (INA)   |
| 20 tháng 12 năm 2013, 15:30 |                                 |                             |
| Stella Priska Palit (INA)   | 0:3 (9-11,6-11,7-11)            | Nguyễn Thị Nga (VIE)        |
| 20 tháng 12 năm 2013, 16:30 |                                 |                             |
| Yu Mengyu (SIN)             | 3:0 (11-7,11-5,11-3)            | Muangsuk Anisara (THA)      |

#### Bảng Z
| Vận động viên                  | Số trận | Thắng | Thua | Séc thắng | Séc thua | Điểm thắng-thua | Tổng điểm |
| ------------------------------ | ------- | ----- | ---- | --------- | -------- | --------------- | --------- |
| Lee Wei Beh (MAS)              | 3       | 3     | 0    | 9         | 0        | 99-51           | 6         |
| Komwong Nanthana (THA)         | 3       | 2     | 1    | 6         | 3        | 87-63           | 5         |
| Douangpanya Seangdavieng (LAO) | 3       | 1     | 2    | 3         | 6        | 72-90           | 4         |
| Aye Myat Thu (MYA)             | 3       | 0     | 3    | 0         | 9        | 45-99           | 3         |

| Vận động viên 1             | Tỷ số                       | Vận động viên 2                |
| 20 tháng 12 năm 2013, 09:30 | 20 tháng 12 năm 2013, 09:30 | 20 tháng 12 năm 2013, 09:30    |
| --------------------------- | --------------------------- | ------------------------------ |
| Komwong Nanthana (THA)      | 3:0 (11-1,11-4,11-6)        | Aye Myat Thu (MYA)             |
| 20 tháng 12 năm 2013, 10:30 |                             |                                |
| Lee Wei Beh (MAS)           | 3:0 (11-3,11-8,11-9)        | Douangpanya Seangdavieng (LAO) |
| 20 tháng 12 năm 2013, 11:30 |                             |                                |
| Komwong Nanthana (THA)      | 3:0 (11-7,11-7,11-5)        | Douangpanya Seangdavieng (LAO) |
| 20 tháng 12 năm 2013, 14:30 |                             |                                |
| Lee Wei Beh (MAS)           | 3:0 (11-2,11-4,11-4)        | Aye Myat Thu (MYA)             |
| 20 tháng 12 năm 2013, 15:30 |                             |                                |
| Aye Myat Thu (MYA)          | 0:3 (9-11,6-11,9-11)        | Douangpanya Seangdavieng (LAO) |
| 20 tháng 12 năm 2013, 16:30 |                             |                                |
| Komwong Nanthana (THA)      | 0:3 (6-11,8-11,7-11)        | Lee Wei Beh (MAS)              |

### Vòng đấu loại trực tiếp
|  | Bán kết | Bán kết                  | Bán kết | Bán kết | Bán kết | Bán kết | Bán kết | Bán kết | Bán kết |  |  | Chung kết | Chung kết               | Chung kết | Chung kết | Chung kết | Chung kết | Chung kết | Chung kết | Chung kết |  |
|  |         |                          |         |         |         |         |         |         |         |  |  |           |                         |           |           |           |           |           |           |           |  |
|  | W1      | Isabelle Li Siyun (SIN)  | 11      | 14      | 11      | 11      |         |         |         |  |  |           |                         |           |           |           |           |           |           |           |  |
|  | Z1      | Lee Wei Beh (MAS)        | 9       | 12      | 3       | 9       |         |         |         |  |  | W1        | Isabelle Li Siyun (SIN) | 8         | 4         | 6         | 6         |           |           |           |  |
|  | Y1      | Yu Mengyu (SIN)          | 11      | 11      | 8       | 11      | 7       | 7       | 11      |  |  | Y1        | Yu Mengyu (SIN)         | 11        | 11        | 11        | 11        |           |           |           |  |
|  | X1      | Mai Hoàng Mỹ Trang (VIE) | 5       | 6       | 11      | 9       | 11      | 11      | 5       |  |  |           |                         |           |           |           |           |           |           |           |  |